# Miloš Ziherl
Miloš Ziherl, slovenski glasbenik, * 4. avgust 1914, Škofja Loka, † 3. februar 1945, San Ferdinand, Italija.

## Življenje in delo
Rodil se je v Škofji Loki Ani Kobal Ziherl, umrl je v partizanski bolnišnici v San Ferdinandu v Italiji, pokopan je v bližnji Barletti.
Na ljubljanskem državnem konservatoriju je med 1927 in 1932 študiral violino in klarinet. Potem je bil nekaj časa violinist v ljubljanski filharmoniji.  
Uveljavil se je kot saksofonist (solistični nastopi na Radiu Ljubljana) in skladatelj zabavne glasbe npr. Valse Blanka (za saksofon in klavir), Gledal tvoje sem oči sanjave (tudi avtor besedila; oboje izšlo samostojno pred 1941). Marca 1942 je odšel v partizane v Dolomite, od oktobra delal v partizanskih tehnikah na Gorenjskem. Njegovo partizansko ime je bilo Mišo. Od leta 1944 je bil v Italiji na zdravljenju v partizanski bolnišnici v San Ferdinandu.